# Matthew Fontaine Maury
Matthew Fontaine Maury (n. 14 ianuarie 1806 – d. 1 februarie 1873) a fost ofițer în marina SUA și pionier al hidrografiei și unul dintre fondatorii oceanografiei.
în 1842, a fost numit seful Depozitului de Hărți și Instrumente, instituție care avea să devină Observatorul Naval și Biroul Hidrografic al Marinei SUA. Pentru a strânge informații despre vânturile și curenții maritimi, Maury le-a împărțit căpitanilor de vas jurnale de bord speciale, cu ajutorul cărora a desenat apoi hărțile-pilot ale oceanelor, scurtând astfel călătoriile pe mare.
În 1848 a publicat hărți ale principalilor curenți de aer de pe Pământ. Dispunând de informații de pe tot globul, Maury a reușit să traseze harți ale oceanelor Atlantic, Pacific și Indian.
În 1855 a publicat cartea „Geografia fizică a mărilor”, care a fost primul tratat modern de oceanografie.